# Cryphia receptricula
Cryphia receptricula là một loài bướm đêm trong họ Noctuidae.